# Dan Fogler
Dan Fogler, född 1976 i Brooklyn i New York, är en amerikansk skådespelare. Han har bland annat medverkat i Taking Woodstock (2009) och Horton (2008). Hans första filmroll var Nördskolan (2006).

## Filmografi (urval)
- 2006 – Nördskolan
- 2007 – Good Luck Chuck
- 2007 – Balls of Fury
- 2008 – Horton (röst)
- 2008 – Kung Fu Panda (röst)
- 2009 – Fanboys
- 2009 – Taking Woodstock
- 2009 – Love Happens
- 2011 – Take Me Home Tonight
- 2011 – Milo mot Mars (röst)
- 2013 – Free Birds (röst)
- 2013 – Europa Report
- 2015 – Barely Lethal
- 2016 – Fantastiska vidunder och var man hittar dem